# Václav Jiráček
Václav Jiráček (ur. 28 września 1978 roku w Pradze) – czeski aktor i scenarzysta telewizyjny i filmowy.

## Wybrana filmografia

### Filmy fabularne
- 2002: Trickster jako Oszust
- 2004: Non plus ultras jako WC 'dedek'
- 2005: Krew zaginionego (Krev zmizelého) jako Arno von Lieven
- 2008: Stróż na kolei (Hlídač č. 47) jako Ferda
- 2009: Janosik. Prawdziwa historia jako Janosik
- 2009: Nie znasz nawet godziny (Hodinu nevíš) jako Hynek